# Arte nella Germania nazista

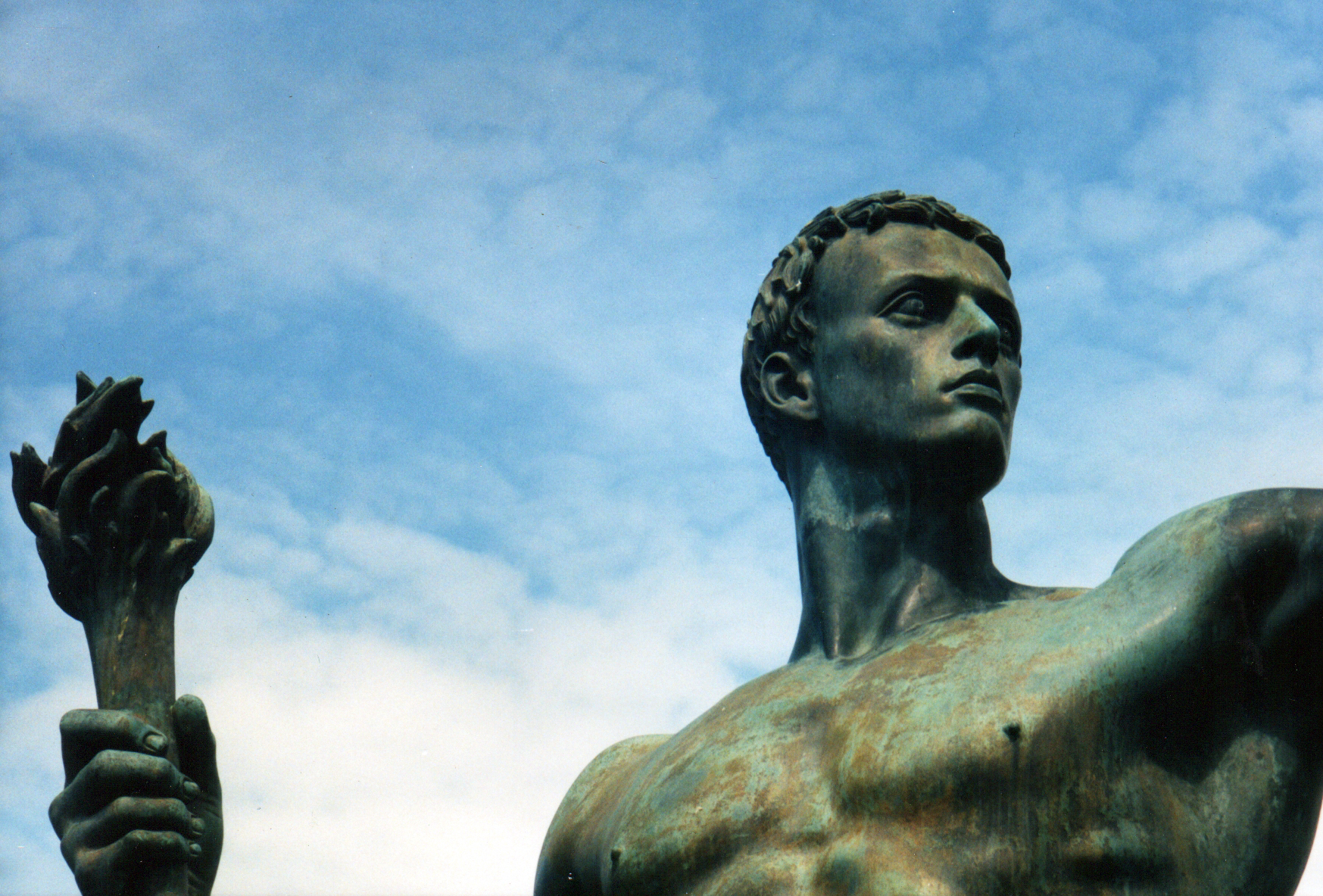
Arno Breker, Die partei (1939), particolare

Svariate fonti hanno dedicato molto spazio all'arte nella Germania nazista (1933 - 1945). Dopo essere diventato dittatore nel 1933, Adolf Hitler sfruttò pesantemente il potere della legge per diffondere in tutta la Germania la sua personale visione artistica.
Nel caso della Germania, il modello doveva essere l'arte classica greca e romana che, secondo Hitler, incarnavano esteriormente un ideale razziale interiore ed era comprensibile all'uomo medio. Quest'arte doveva essere romantica ed eroica. I nazisti disprezzavano la Repubblica di Weimar e la sua cultura e da tale ragione scaturì la scelta dei nazisti di adottare un'estetica conservatrice e propagandistica.

## Teoria

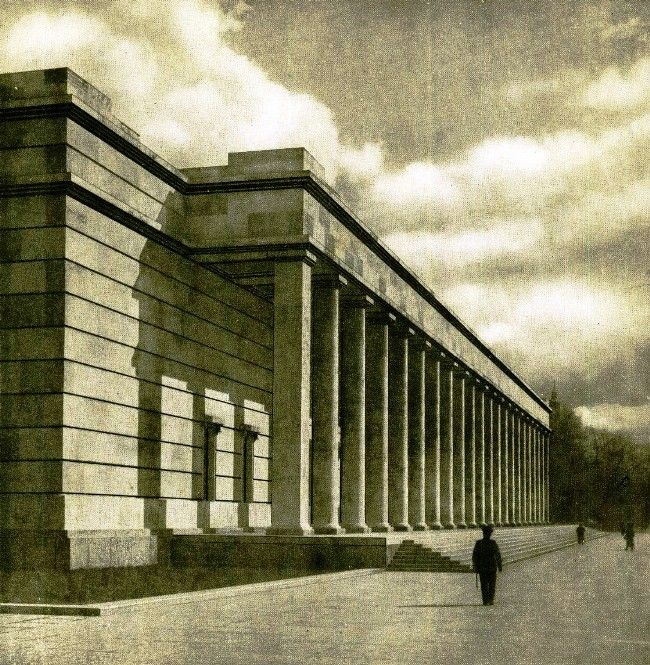
La Haus der Deutschen Kunst

Nel suo libro Hitler and the Artists, lo storico Henry Grosshans dichiara che quando Hitler salì al potere nel 1933 "vedeva l'arte greca e romana come incontaminata dalle influenze ebraiche. L'arte moderna era (percepita da Hitler come) un atto di violenza estetica degli ebrei contro lo spirito tedesco. "Sebbene" scrive Grosshans "Liebermann, Meidner, Freundlich e Marc Chagall, che erano coloro che diedero un contributo significativo al movimento modernista tedesco, fossero ebrei, Hitler (...) prese su di sé la responsabilità di decidere chi, in materia di cultura, pensava e agiva come un ebreo." La presunta natura "ebrea" dell'arte che era indecifrabile, distorta o che rappresentava oggetto "depravato" era spiegata attraverso il concetto di degenerazione, secondo cui l'arte distorta e corrotta era un sintomo di una razza inferiore.
Propagando la teoria dell'arte degenerata, i nazisti combinarono il loro antisemitismo alla loro esigenza di controllare la cultura, consolidando così il sostegno pubblico di entrambe le campagne. I loro sforzi in tal senso furono indubbiamente aiutati da una popolare ostilità al modernismo che precedette la loro epoca. Durante gli anni trenta, era diffusa l'idea che tale arte avesse riflettuto la condizione della Germania e la bancarotta morale e molti artisti avessero agito in modo da minare apertamente o sfidare i valori popolari e la moralità.
Nel luglio del 1937, a Monaco si aprirono due mostre ufficialmente sponsorizzate: Entartete Kunst, ("Arte degenerata"), mostrava l'arte moderna in un'installazione deliberatamente caotica accompagnata da etichette diffamatorie che incoraggiavano il pubblico a deridere le varie opere esposte; al contrario, la Große Deutsche Kunstausstellung ("Grande mostra d'arte tedesca") fece la sua prima in mezzo a molti sfarzi. Questa mostra, allestita presso la sontuosa Haus der Deutschen Kunst ("Casa dell'arte tedesca"), esponeva esemplari di artisti ufficialmente riconosciuti come Arno Breker e Adolf Wissel. "Il pubblico è entrato nei portali del nuovo museo, già soprannominato 'Palazzo Kitschi' e 'Terminale dell'arte di Monaco', con una mostra ottenebrante attentamente limitata alle idealizzate famiglie contadine tedesche, nudi artistici commerciali e scene di guerra eroiche, tra cui non solo opere dello stesso Adolf Ziegler." "... Lo spettacolo fu essenzialmente un fiasco e la partecipazione bassa, le vendite furono ancora peggiori e Hitler finì per comprare la maggior parte dei lavori per il governo." Alla fine di quattro mesi, l'Entartete Kunst vide la partecipazione di oltre due milioni di visitatori, quasi tre volte e mezzo il numero di quelli che visitavano la vicina Grosse deutsche Kunstausstellung.

## Retroscena storico
Il primo Novecento fu caratterizzato da sorprendenti cambiamenti negli stili artistici. Nelle arti visive, innovazioni come il cubismo, il dadaismo e il surrealismo, che seguivano a ruota il simbolismo, il postimpressionismo e il fauvismo, non erano universalmente apprezzate. La maggior parte delle persone in Germania, come altrove, non si curava della nuova arte che molti giudicavano elitaria, moralmente sospetta e troppo spesso incomprensibile. Più tardi, la Germania divenne un importante centro dell'arte d'avanguardia. Fu il luogo di nascita dell'espressionismo nella pittura e nella scultura, le composizioni musicali atonali di Arnold Schönberg e l'opera influenzata dal jazz di Paul Hindemith e Kurt Weill. Il gabinetto del dottor Caligari di Robert Wiene e Metropolis di Fritz Lang portarono alla nascita del cinema espressionista.

### Creazione dellaReichskulturkammer
Nel settembre del 1933 fu istituita la Reichskulturkammer ("Camera della Cultura del Reich"), con a capo Joseph Goebbels, eletto a Reichminister für Volksaufklärung und Propaganda ("Ministro del Reich per l'istruzione pubblica e la propaganda"). Le singole divisioni nella Camera della Cultura per il Reich includevano: "stampa, radio, letteratura, cinema, teatro, musica e arti visive". "Lo scopo di questa camera era quello di stimolare l'arianizzazione della cultura tedesca e di vietare, ad esempio, la musica ebraica atonale, il blues, il surrealismo, il cubismo e il dadaismo".
Nel 1935 la Camera della Cultura del Reich contava 100.000 membri. Goebbels precisò che "in futuro solo a coloro che sono membri della Camera sarà permesso di essere produttivi nella nostra vita culturale, l'appartenenza è aperta solo a coloro che soddisfano la condizione di ingresso, in questo modo sono stati esclusi tutti gli elementi indesiderati e dannosi." Ciononostante, fra il 1933 e il 1934, vi era una certa confusione all'interno del partito sulla questione dell'espressionismo. Goebbels e altri credevano che le opere energiche di artisti come Emil Nolde, Ernst Barlach ed Erich Heckel esemplificassero lo spirito nordico. Secondo Goebbels, "noi nazionalsocialisti non siamo non moderni, siamo portatori di una nuova modernità, non solo in politica e nelle questioni sociali, ma anche in arte e nelle questioni intellettuali". Tuttavia, una fazione guidata da Rosenberg disprezzava l'espressionismo, conducendo un'aspra disputa ideologica che giunse al termine solo nel settembre del 1934, quando Hitler dichiarò che non ci sarebbe stato posto per la sperimentazione modernista nel Reich.
- Documento n. 2030-PS: il decreto sui doveri del ministero del Reich per l'istruzione pubblica e la propaganda del giugno 1933 affermava che: "Il ministro del Reich dell'istruzione e della propaganda pubblica ha giurisdizione sull'intero campo dell'indottrinamento spirituale della nazione, della propaganda statale, della propaganda culturale ed economica, dell'istruzione pubblica in patria e all'estero, inoltre è responsabile dell'amministrazione di tutte le istituzioni che servono a questi scopi".[15] Ciò ha aumentato la giurisdizione del ministro del Reich dell'istruzione pubblica e della propaganda per includere "l'istruzione in paesi stranieri, arte, mostre d'arte, immagini in movimento e sport all'estero" ... (oltre a una maggiore giurisdizione in ambito nazionale). "La stampa (incluso l'Istituto per il giornalismo); Radio; Inno nazionale; Biblioteca tedesca a Lipsia; Arte; Musica (inclusa l'Orchestra Filarmonica); Teatro; Immagini in movimento; Campagna contro la letteratura sporca e oscena "... Propaganda per il turismo." Firmato da Il cancelliere del Reich, Adolf Hitler.[15]
- Documento n. 2078-PS: il Decreto relativo all'istituzione del ministero della scienza, dell'educazione e della cultura popolare del Reich del 1 maggio 1934 afferma che: "Il cancelliere del Reich determinerà i vari compiti del ministero del Reich per la scienza, l'istruzione e la cultura popolare."[16] Firmato dal presidente del Reich, von Hindenburg, e dal cancelliere del Reich, Adolf Hitler.
- Documento n. 1708-PS: il programma del NSDAP afferma che: solo i membri della razza tedesca possono essere cittadini (agli ebrei, in modo particolare, viene negata la cittadinanza) e che i non membri della razza possono vivere solo in Germania come ospiti registrati'. Il punto 23 afferma: "Chiediamo il perseguimento legale di forme artistiche e letterarie che esercitano un'influenza distruttiva sulla nostra vita nazionale e la chiusura di organizzazioni che si oppongono alle summenzionate richieste.[17]

## Generi del Terzo Reich

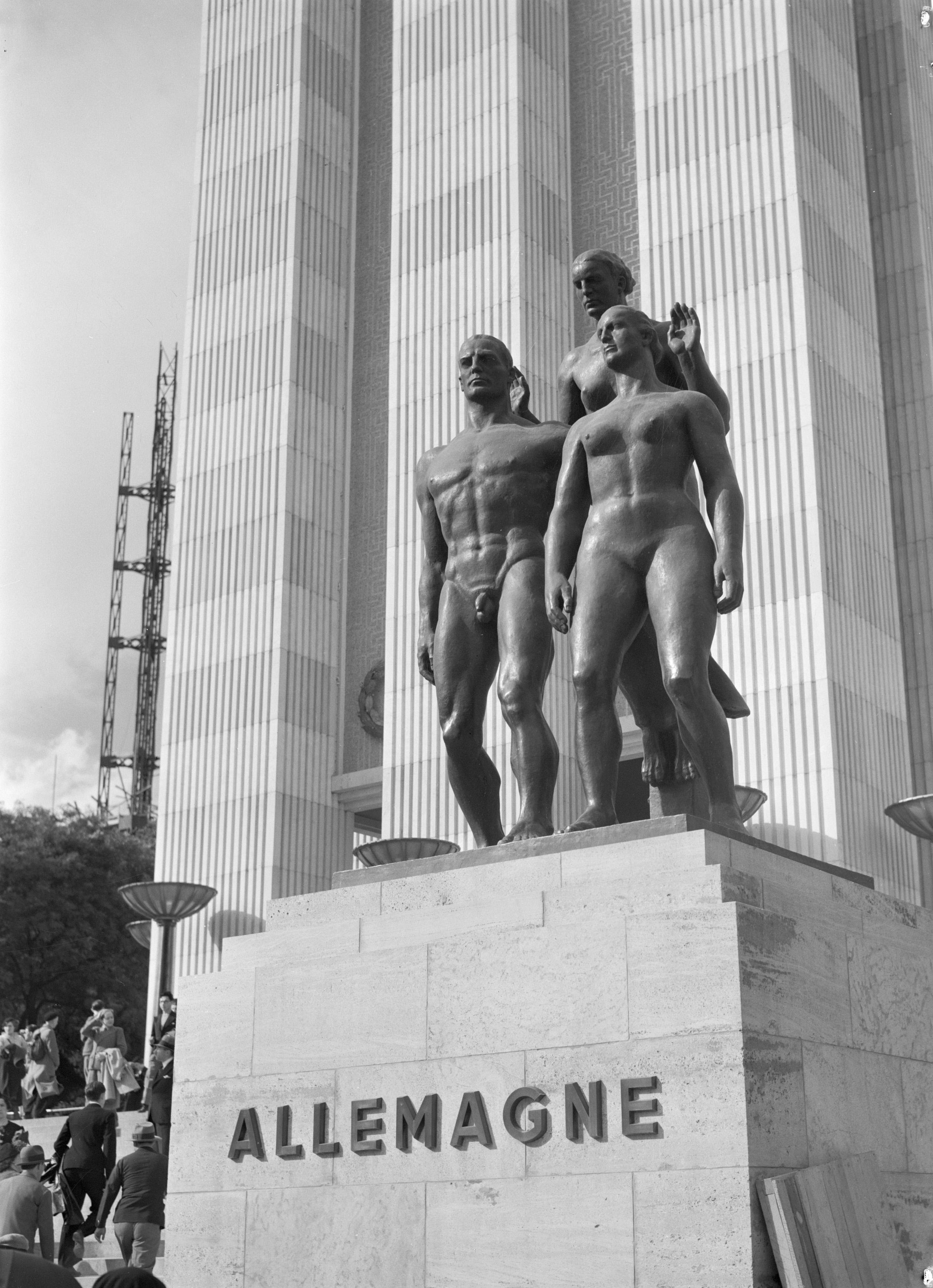
Kameradschaft di Josef Thorak davanti al padiglione tedesco durante l'Esposizione internazionale del 1937, a Parigi.

Il credo in uno spirito germanico, che veniva definito mistico, rurale, morale, portatore di antica saggezza, nobile di fronte a un tragico destino, esisteva molto prima della nascita dei nazisti; Richard Wagner, ad esempio, celebrò queste idee nelle sue opere liriche. A partire dalla prima guerra mondiale il noto architetto e pittore tedesco Paul Schultze-Naumburg, ispirato a teorie razziali che condannavano l'arte e l'architettura moderna, fornì molte delle basi per la convinzione di Adolf Hitler che la Grecia classica e il Medioevo fossero le vere fonti dell'arte ariana.
L'arte nazista ha una stretta somiglianza con lo stile artistico propagandistico sovietico del realismo socialista, e il termine "realismo eroico" è stato talvolta usato per descrivere entrambi gli stili artistici. Tra i noti artisti sostenuti dai nazisti vi erano gli scultori Josef Thorak e Arno Breker e i pittori Werner Peiner, Arthur Kampf, Adolf Wissel e Conrad Hommel. Nel luglio del 1937, quattro anni dopo essere salito al potere, il partito nazista organizzò due mostre d'arte a Monaco. La Grande Esposizione d'Arte Tedesca fu progettata per mostrare le opere approvate da Hitler, raffiguranti nudi biondi statuari insieme a soldati e paesaggi idealizzati. La seconda mostra, in fondo alla stessa strada, mostrava l'altra faccia dell'arte tedesca: moderna, astratta, non rappresentativa o, come la vedevano i nazisti, "degenerata".
Secondo Klaus Fischer, "l'arte nazista, in parole povere, era colossale, impersonale e stereotipata: le persone erano prive di ogni individualità e diventavano meri emblemi espressivi di presunte verità eterne: guardando l'architettura, l'arte o la pittura nazista chiunque si accorgerebbe che i volti, le forme e i colori hanno tutti un fine propagandistico, sono tutte le stesse dichiarazioni stilizzate delle virtù naziste: potere, forza, solidità, bellezza nordica."

## Pittura
L'arte del Terzo Reich era caratterizzata da un romanticismo realistico basato sui modelli classici. Vietando gli stili moderni che erano reputati degenerati, i nazisti promuovevano dipinti che erano strettamente tradizionali e che esaltavano i valori di "sangue e suolo" (Blut und Boden) di purezza razziale, militarismo e obbedienza. Altri temi popolari nell'arte nazista erano il Volk ("popolo") all'opera nei campi, un ritorno alle virtù semplici di Heimat (l'amore per la patria), le virtù virili della lotta nazionalsocialista e l'elogio delle attività femminili di partorire e crescere i figli simboleggiate dalla frase Kinder, Küche, Kirche ("bambini, cucina, chiesa").
In generale, la pittura, quando veniva epurata dall'"arte degenerata", era basata sulla pittura di genere tradizionale. I titoli erano mirati: "Terra fertile", "Terra liberata", "Guardia permanente", "Attraverso il vento e il tempo", "Benedizione della terra" e simili. Il pittore preferito di Hitler era Adolf Ziegler e lo stesso Führer possedeva alcune delle sue opere. La pittura paesaggistica ebbe un ruolo di primo piano nella Grande mostra d'arte tedesca. Attingendo alle tradizioni del romanticismo tedesco, doveva essere saldamente basata sullo "spazio vitale", il Lebensraum, dei tedeschi, senza umori religiosi. Erano anche diffuse le raffigurazioni di contadini, che riflettono uno stile di vita semplice in armonia con la natura. Quest'arte non mostrava alcun segno della meccanizzazione del lavoro agricolo. Il contadino lavorava a mano, sforzandosi e lottando. Nemmeno un dipinto nella prima Mostra raffigurava la vita urbana o industrializzata, e v'è n'erano solo due di questo tipo durante quella del 1938.

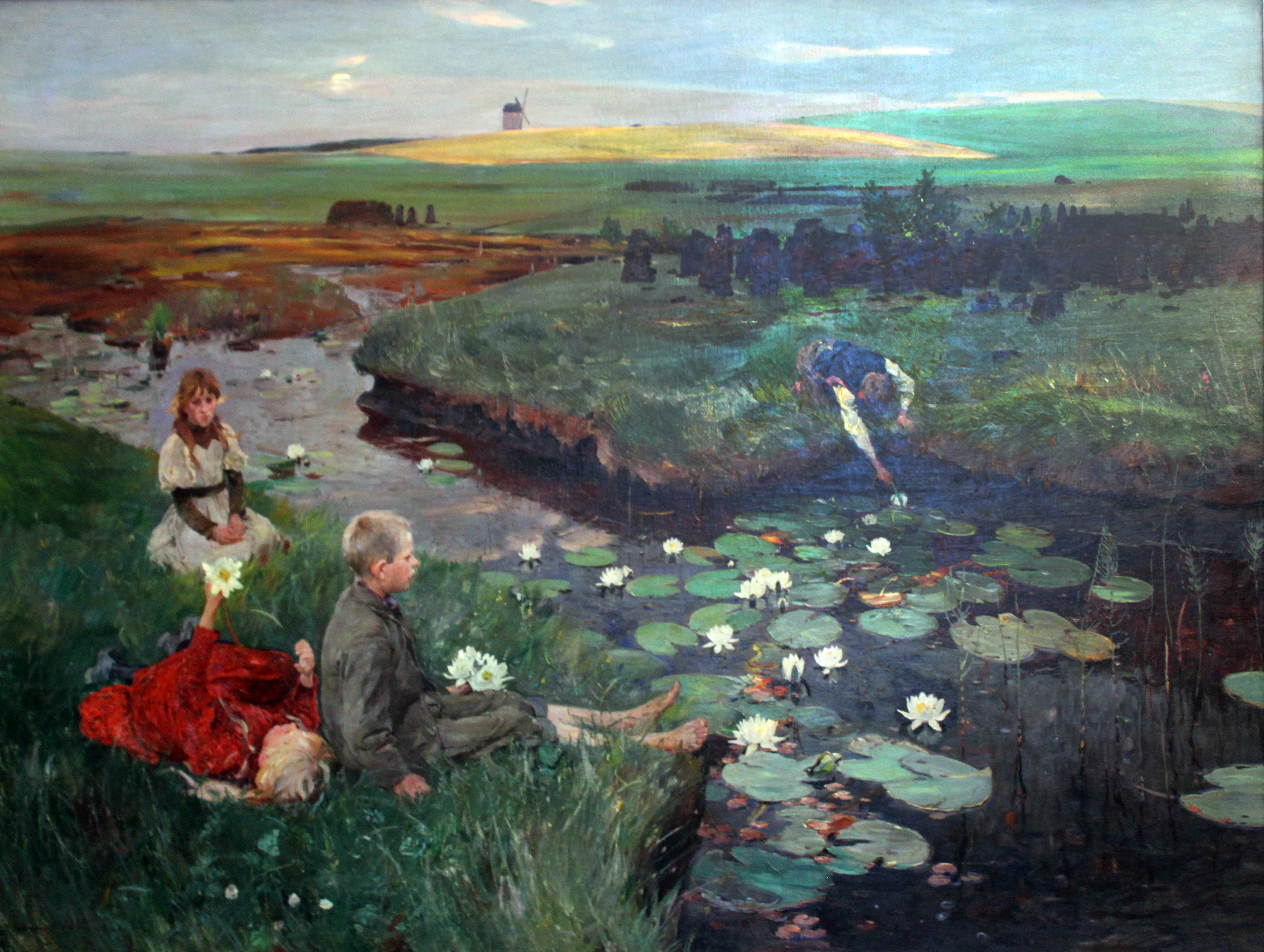
Ludwig Dettmann (1897), Bei den Wasserrosen im Moor anagoria

La teoria nazista ripudiava esplicitamente il "materialismo" e, quindi, nonostante il trattamento realistico delle immagini, il termine "realismo" veniva usato raramente. Un pittore doveva creare un'immagine ideale, eterna. Le immagini degli uomini, e ancor più quelle delle donne, erano fortemente stereotipate, e i fisici dei nudi dovevano seguire dei criteri di perfezione. Questa potrebbe essere stata la causa della presenza di pochissimi dipinti antisemiti; mentre opere come Um Haus e Hof, raffiguranti uno speculatore ebreo che espropria una coppia di contadini anziani, sono poche, forse è perché l'arte avrebbe dovuto essere su un piano più alto. I dipinti esplicitamente politici erano più comuni ma ancora molto rari. Le immagini eroiche, d'altra parte, erano abbastanza comuni al punto da essere commentate così da un critico: "L'elemento eroico si distingue: l'operaio, il contadino, il soldato sono i temi ... I soggetti eroici dominano quelli sentimentali".

Con l'avvento del grande conflitto, i dipinti sulla guerra divennero molto più comuni. Le immagini divennero romantiche, e raffiguranti soggetti eroici che si sacrificavano e colti nel momento della vittoria. Tuttavia, i paesaggi predominavano, e tra i pittori esentati dal servizio di guerra tutti erano noti per i paesaggi o altri soggetti pacifici. Persino Hitler e Goebbels trovarono deludenti i nuovi dipinti, anche se Goebbels cercò di fare un buon viso asserendo che i tedeschi avevano sgomberato il campo, e che questi tempi disperati attiravano molti talenti nella vita politica piuttosto che in quella culturale. In un discorso tenuto alla Grande Esposizione d'Arte tedesca, a Monaco, Hitler disse nel 1939:"
Nel 1938, furono sequestrate quasi 16.000 opere di artisti tedeschi e non tedeschi da gallerie tedesche e vendute all'estero o distrutte.

## Scultura
Le possibilità monumentali della scultura offrivano una maggiore espressione materiale delle teorie del nazismo. La Grande mostra d'arte tedesca promosse il genere della scultura a spese della pittura. In quanto tale, l'uomo nudo era la rappresentazione più comune dell'ariano ideale; l'abilità artistica di Arno Breker gli permise di diventare lo scultore preferito di Adolf Hitler. Josef Thorak era un altro scultore ufficiale il cui stile monumentale si adattava all'immagine che il Terzo Reich desiderava comunicare al mondo. Anche le donne nude erano comuni e rispetto ai soggetti maschili erano in genere meno imponenti. Così come nella pittura, la forma fisica dell'uomo e della donna nazisti ideali non mostrava imperfezioni.

## Musica

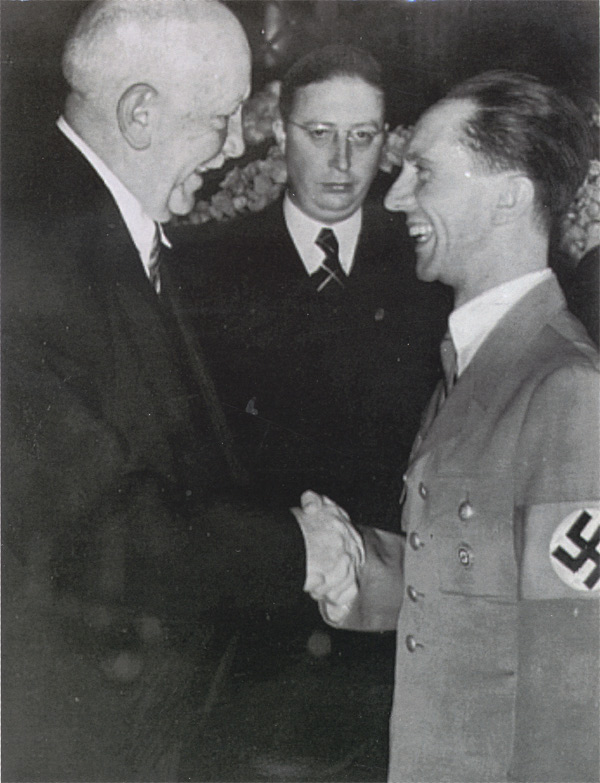
Richard Strauss e Joseph Goebbels (1938)

Durante il Terzo Reich era pretesa la musica tonale e priva di influenze jazzistiche ed erano comuni le censure di film e opere teatrali. "La tariffa musicale si alternava tra musica leggera sotto forma di canzoni folcloristiche o successi popolari (schlager) e musica classica accettabile che comprendeva Bach, Mozart, Beethoven e opera italiana."
I centri urbani della Germania negli anni venti e trenta erano animati da locali jazz, cabaret e musica d'avanguardia. Al contrario, durante il regime nazionalsocialista veniva evitata la musica moderna (che era considerata di natura degenerata ed ebraica) e veniva abbracciata la musica classica tedesca. Molto favorite erano le composizioni che alludevano a un passato tedesco mitico ed eroico come quella di Johann Sebastian Bach, Ludwig van Beethoven e Richard Wagner. Anton Bruckner era un altro compositore molto favorito in quanto la sua musica era considerata un'espressione dello spirito del Volk tedesco. La musica di Arnold Schönberg (e più in generale quella atonale), Gustav Mahler, Felix Mendelssohn e di molti altri venne bandita perché tali compositori erano ebrei o di origine ebraica. Paul Hindemith preferì fuggire in Svizzera nel 1938 piuttosto che adattare la sua musica all'ideologia nazista. Alcune opere di Georg Friedrich Händel furono vietate a titolo definitivo per temi di simpatia per ebrei e giudaismo e alcuni dei loro libretti riadattati. I compositori tedeschi che eseguirono la loro musica più spesso durante il periodo nazista erano Max Reger e Hans Pfitzner. Richard Strauss continuò ad essere il compositore tedesco contemporaneo più musicato, così come lo era stato ancor prima dell'emersione del regime nazista. Tuttavia, anche Strauss aveva bandito la sua opera La donna silenziosa del 1935 a causa del suo librettista ebreo Stefan Zweig.
La musica di compositori non tedeschi era tollerata se era di ispirazione classica, tonale, e non proveniente da un compositore di origine ebraica o che aveva legami con ideologie ostili al Terzo Reich. I nazisti affermarono che l'ungherese Franz Liszt avesse origini tedesche e fabbricarono una genealogia secondo la quale Frédéric Chopin fosse tedesco. Hans Frank, il governatore generale nazista della Polonia occupata, aveva persino un "Museo Chopin" a Cracovia. La musica del russo Pëtr Il'ič Čajkovskij potrebbe essere stata eseguita nella Germania nazista anche dopo l'operazione Barbarossa. Anche le opere di Gioachino Rossini, Giuseppe Verdi e Giacomo Puccini furono spesso eseguite. I compositori moderni non tedeschi più richiesti prima dello scoppio della guerra erano Claude Debussy, Maurice Ravel, Jean Sibelius e Igor Stravinsky. Dopo lo scoppio della guerra, la musica degli alleati tedeschi fu eseguita con maggiore frequenza, tra cui l'ungherese Béla Bartók, l'italiano Ottorino Respighi e il finlandese Jean Sibelius. I compositori delle nazioni nemiche (come Debussy, Ravel e Stravinsky) furono in gran parte vietati e quasi mai eseguiti, questo sebbene ci fossero alcune eccezioni.
Vi fu una controversia sull'uso della musica di certi compositori da parte del regime nazista, e se ciò implicasse il compositore come implicitamente nazista. Compositori come Richard Strauss, che lavorò come primo direttore della divisione musicale del Ministero della Propaganda, e Carl Orff, furono al contempo oggetto di pesanti critiche e di accese difese. Agli ebrei fu presto proibito di esibirsi o dirigere musica classica in Germania. Alcuni conduttori come Otto Klemperer, Bruno Walter, Ignatz Waghalter, Josef Krips e Kurt Sanderling, fuggirono dalla Germania. Dopo il sequestro nazista della Cecoslovacchia, il direttore d'orchestra Karel Ančerl venne inserito nella lista nera come ebreo e fu inviato a turno a Theresienstadt e ad Auschwitz.

### Musicologi del Terzo Reich
Quando il regime nazista conquistò il potere nel 1933, i musicologi vennero indirizzati a riscrivere la storia della musica tedesca per accogliere la mitologia e l'ideologia nazista. Richard Wagner e Hans Pfitzner erano compositori che concettualizzavano un ordine unito (Volksgemeinschaft) in cui la musica era un indice della comunità tedesca. In un periodo di disintegrazione, Wagner e Pfitzner volevano rivitalizzare il paese attraverso la musica. La posizione di Wagner-Pfitzner contrappose le idee di altri artisti di rilievo, Arnold Schönberg e Theodor W. Adorno, che volevano che la musica fosse autonoma dalla politica, dal controllo e dall'applicazione nazista. Sebbene Wagner e Pfitzner fossero venuti prima del Terzo Reich, i loro sentimenti e pensieri, come il Gesamtkunstwerk di Wagner, vennero accettati da Hitler e dai suoi propagandisti, in particolare da Joseph Goebbels. Secondo Michael Meyer, "la stessa enfasi sul radicamento e sulla musica tradizionale sottolineò la comprensione nazista di se stessa in termini dialettici: vecchi dei furono mobilitati contro i falsi valori del passato immediato per offrire legittimità all'epifania di Adolf Hitler e alla rappresentazione musicale del suo regno."
Compositori, librettisti, educatori, critici e soprattutto musicologi, attraverso le loro dichiarazioni pubbliche, scritti intellettuali e giornali, contribuirono alla giustificazione di un progetto totalitario da impiantare attraverso la nazificazione. Tutta la musica fu quindi composta per diversi eventi fra cui manifestazioni, raduni e convegni nazisti. I compositori dedicarono le cosiddette "fanfare della consacrazione", inaugurando fanfare e canzoni sulle bandiere al Führer. Quando il Führer assunse il potere, la rivoluzione nazista fu immediatamente espressa nel giornalismo musicologico. Alcuni periodici progressisti relativi alla musica moderna furono epurati. Le riviste che erano state solidali con il "punto di vista tedesco", trincerate negli ideali wagneriani, come la Zeitschrift für Musik e la Die Musik, mostrarono fiducia nel nuovo regime e affermarono il processo di intrecciare le politiche del governo con la musica. Joseph Goebbels usò il Völkischer Beobachter, un giornale divulgato al grande pubblico in aggiunta alle élite e ai funzionari di partito, come organo della Cultura del Reich. Alla fine degli anni trenta la Mitteilungen der Reichsmusikkammer divenne un'altra importante rivista che rifletteva la politica musicale, i cambiamenti organizzativi e personali nelle istituzioni musicali.
Nei primi anni del Terzo Reich, musicologi e musicisti reindirizzarono l'orientamento della musica, definendo ciò che era "musica tedesca" e ciò che non lo era. L'ideologia nazista fu applicata alla valutazione dei musicisti per lo status di eroe; i musicisti definiti nella nuova era musicale tedesca ricevettero titoli di profeti, mentre i loro successi e le loro azioni erano visti come realizzazioni dirette del regime nazista. Il contributo dei musicologi tedeschi portò alla giustificazione del potere nazista e di una nuova cultura musicale tedesca nel suo complesso. I musicologi definivano i maggiori valori tedeschi con cui i musicisti avrebbero dovuto identificarsi, perché il loro compito era integrare musica e nazionalsocialismo in modo da renderli inseparabili. La creazione e l'ideologia del mito nazista vennero forzate sul nuovo percorso musicale del Terzo Reich, piuttosto che essere veramente radicate nella retorica della musica tedesca.

## Grafica

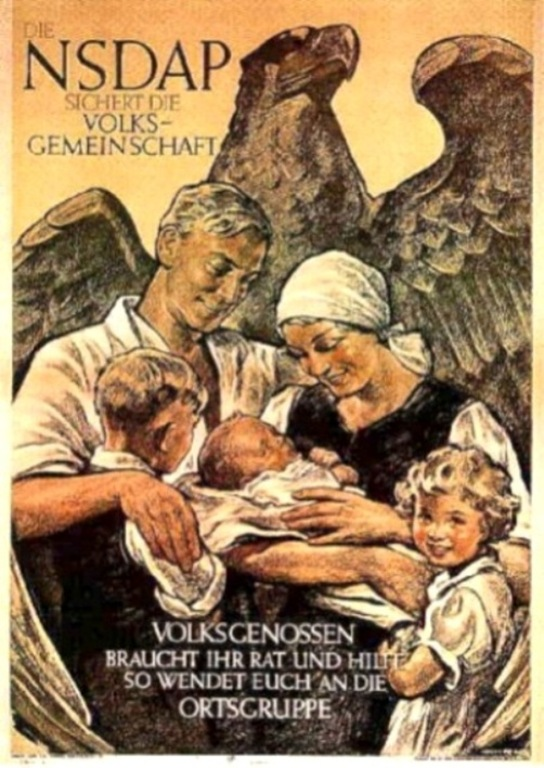
Poster di propaganda nazista raffigurante una famiglia ariana

I poster divennero un importante mezzo di propaganda durante questo periodo. Combinando testo e grafica audaci, l'arte grafica fu spesso utilizzata in Germania e nelle aree occupate. La tipografia dei manifesti nazisti rifletteva la loro ideologia ufficiale. L'uso di caratteri Fraktur era comune in Germania fino al 1941, quando Martin Bormann denunciò il carattere come Judenlettern e decretò che sarebbero stati usati solo i caratteri tondi. I moderni caratteri senza grazie erano proibiti in quanto accusati di bolscevismo culturale ad eccezione del Futura, che continuò ad essere utilizzato a causa della sua praticità. Spesso, le immagini attingevano al realismo eroico. La gioventù nazista e le SS venivano rappresentate in modo monumentale e immerse di luce per suggerire un effetto di grandiosità. La grafica nel Terzo Reich ricorreva spesso alla figura della svastica. Tale simbolo esisteva molto prima che Hitler la utilizzasse per scopi politici molto diversi rispetto a quelli a cui (la svastica) è associata oggi. A causa delle linee rigide e grafiche utilizzate per creare una svastica, era un simbolo molto facile da ricordare.

## Letteratura
La letteratura della Reichsschriftstumskammer ("Camera della Letteratura del Reich") era sotto la giurisdizione del Ministero della Propaganda e dell'Istruzione popolare di Goebbels. Secondo Grunberger, "All'inizio della guerra questo dipartimento ha supervisionato non meno di 2.500 case editrici, 23.000 librerie, 3.000 autori, 50 premi letterari nazionali, 20.000 nuovi libri emessi ogni anno, e un totale di un milione di titoli che costituiscono il mercato dei libri disponibili." La Germania era il maggior produttore di libri in Europa, in termini sia di produzione annuale totale sia di numero di nuovi titoli individuali che compaiono ogni anno. Nel 1937, con 650 milioni di RM, il valore medio delle vendite dei libri prodotti si classificò al terzo posto nelle statistiche sui beni, dopo il carbone e il grano. La prima commissione di letteratura nazionalsocialista si proponeva l'obiettivo di sradicare la letteratura del "periodo di sistema", in quanto la repubblica di Weimar era vista con disprezzo, e di propagare la letteratura volkisch nazionalista nello stato nazista. La letteratura venne presto riconosciuta come uno strumento politico essenziale nel Terzo Reich poiché quasi la totalità della popolazione tedesca era letterato. "Il libro più letto o visualizzato del periodo era il Mein Kampf di Hitler, una raccolta (secondo Lion Feuchtwanger) di 164.000 reati contro la grammatica e la sintassi tedesca, nel 1940, con le sue 6 milioni di copie vendute, era il solitario favorito nella lista dei best seller tedeschi, circa 5 milioni di copie prima di Rainer Maria Rilke e altri."
Richard Grunberger dichiarò che "nel 1936 la critica letteraria conosciuta fino a quel momento era stata abolita, da allora le recensioni seguirono uno schema: una sinossi di contenuti costellata di citazioni, commenti marginali sullo stile, un calcolo del grado di concorrenza con la dottrina nazista e una conclusione che indicava l'approvazione o altrimenti".
Il Terzo Reich permise di leggere molta letteratura straniera, in parte perché riteneva che gli scritti di autori come John Steinbeck ed Erskine Caldwell confermassero la condanna dei nazisti alla società occidentale come corrotta. Tuttavia, quando gli Stati Uniti entrarono in guerra, tutti gli autori stranieri furono rigorosamente censurati. I temi della letteratura nazista erano definiti come una serie di "espressioni letterarie consentite" largamente limitate a quattro soggetti: guerra, nazismo e razza, sangue e suolo, e il movimento nazista."

### Fronterlebnis(Guerra come esperienza spirituale)
Quello del fronterlebnis era uno dei temi più popolari durante il periodo tra le due guerre. In esso gli scrittori celebravano "l'eroismo dei soldati di prima linea (nella prima guerra mondiale), ... il brivido del combattimento e la sacralità della morte quando è al servizio della patria". Scrittori popolari in questo genere includevano Ernst Jünger e Werner Beumelburg, un ex ufficiale. I libri di spicco comprendono le opere di Ernst Jünger  fra cui Nelle tempeste d'acciaio (1920), La lotta come esperienza interiore (1922), Fuoco e sangue. Breve episodio di una grande battaglia (1925), Il cuore avventuroso. Figurazioni e capricci (1929) e La mobilitazione totale (1931).

### Blut und Boden(sangue e suolo)
I romanzi che trattavano il tema del "sangue e suolo" descrivono comunità di contadini istintive e legate alla loro terra che difendono da estranei che cercano di annientare il loro modo di vivere. Il romanzo più famoso di questo genere era Il lupo mannaro di Hermann Löns, pubblicato nel 1910.

### Etnia storica
Klaus Fischer afferma che la letteratura nazista enfatizzò "l'etnia storica, intesa come un gruppo di persone che si definisce in un processo di crescita storica. Gli scrittori cercarono di evidenziare episodi importanti nella storia del popolo tedesco, sottolinearono la missione tedesca per l'Europa, l'immutabile essenza razziale dell'uomo nordico, e messo in guardia (il popolo) contro le forze sovversive o non tedesche: gli ebrei, i comunisti o i liberali occidentali." Gli scrittori di spicco di questo filone includono: Erwin Guido Kolbenheyer (Die Bauhutte: Elemente einer Metaphysik der Gerenwart, 1925), Alfred Rosenberg (Il mito del XX secolo, 1930), Josef Weinheber, Hans Grimm (Volk ohne Raum, 1926), e Joseph Goebbels (Michael, 1929).

## Architettura

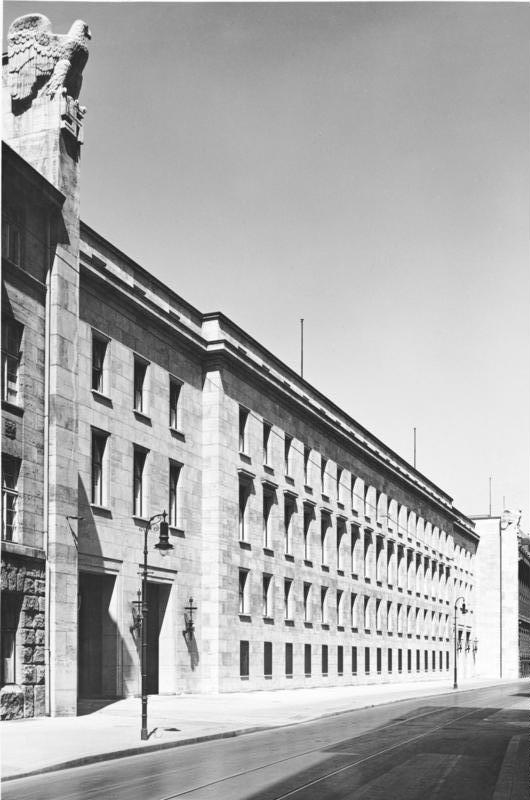
Edificio del Ministero del Reich per l'istruzione pubblica e la propaganda (1939), esempio di architettura nazista

Hitler prediligeva l'immensità, specialmente nell'architettura, come mezzo per impressionare le masse. "Un tempo artista e aspirante architetto, Hitler si è anche pronunciato sulla" decadenza "dell'arte moderna e ha spinto i suoi progettisti a creare edifici monumentali in stili più antichi di gusto neoclassico o art déco".

## Cinema e teatro
"La Reichsfilmkammer ("Camera del Cinema del Reich") controllava la vivace industria cinematografica tedesca, mentre una Banca di credito del cinema (anch'essa sotto il controllo di Goebbels) centralizzava gli aspetti finanziari della produzione cinematografica". Vennero realizzate all'incirca 1363 immagini promozionali di film durante il Terzo Reich (208 di queste vennero bandite dopo la seconda guerra mondiale per contenere la propaganda nazista). Tutti i film realizzati nel Terzo Reich (inclusi lungometraggi, cortometraggi, cinegiornali e documentari) dovevano passare in rassegna dallo stesso Goebbels prima che potessero essere mostrati al pubblico.
La cultura di massa era regolata meno severamente dell'alta cultura, probabilmente perché le autorità temevano le conseguenze di un'ingerenza troppo pesante nell'intrattenimento popolare. Così, fino allo scoppio della guerra, la maggior parte dei film di Hollywood fu proiettata, tra cui Accadde una notte, San Francisco e Via col vento. Sebbene fosse vietata l'esecuzione della musica atonale, la proibizione del jazz era applicata meno rigorosamente. Benny Goodman e Django Reinhardt erano noti in tutta la Germania, e le principali band inglesi e americane di jazz continuarono ad esibirsi nelle grandi città tedesche fino allo scoppio della guerra mondiale; in seguito, le orchestre di ballo suonarono ufficialmente "swing" piuttosto che jazz proibito.
Il 28 novembre 1940 fu presentato a Berlino il film L'ebreo errante, che era chiaramente uno strumento utilizzato per promuovere l'ideologia nazista. L'uscita del film avvenne solo due mesi prima dell'annuncio degli ufficiali tedeschi sull'istituzione del ghetto a Łódź. Il film fu ritratto nella stampa nazista come un documentario per enfatizzare il fatto che il cinema documentasse la verità, questo sebbene oggi sia ritenuto un mero mezzo di propaganda per sollevare odio contro la comunità ebraica nei suoi spettatori.
Il regista della pellicola Fritz Hippler utilizzò numerose tecniche visive per ritrarre gli ebrei come una popolazione infestata, degenerata e affetta da varie malattie. Con l'intento di fornire allo spettatore uno sguardo approfondito sullo stile di vita ebraico, il film fu ambientato anche a Łódź (che presto diventerà un ghetto) allora infestata da moscerini e ratti, per suggerire che quella fosse un'area pericolosa. Ad enfatizzare il senso di sporcizia del luogo c'era un avvertimento rilasciato dai funzionari del Reich, secondo cui Łódź fosse un'area in cui fosse facile contrarre malattie infettive. Il regista adottò il cinema razzista per sostenere l'illusione che gli ebrei fossero parassiti e corruttori della cultura tedesca.
Hippler fece uso di voci fuori campo per citare discorsi di odio o statistiche fittizie sulla popolazione ebraica. Prese in prestito numerose scene da altri film per poi decontestualizzarle: ad esempio, una scena di un uomo d'affari ebreo negli Stati Uniti che nascondeva denaro veniva accompagnata da una falsa affermazione secondo cui gli uomini ebrei venivano tassati maggiormente dei non ebrei negli Stati Uniti, il che veniva usato per insinuare che gli ebrei trattenevano denaro dal governo. Attraverso l'uso ripetitivo di angolazioni laterali sul popolo ebraico, che furono girate (senza che lo sapessero) mentre guardavano da dietro le loro spalle alla telecamera, L'ebreo errante ha proposto un immaginario sfacciato e cospirante degli ebrei. Un'altra tecnica di propaganda era la sovrapposizione: Hippler sovrappose infatti la stella di David sulle cime delle capitali mondiali, insinuando un'illusione di dominio ebraico mondiale.
L'ebreo errante è noto per il suo antisemitismo e il suo uso del cinema nella fabbricazione della propaganda, per soddisfare Hitler e per abbracciare l'ideologia germanica che alimenterebbe una nazione a sostegno di un leader ossessivo. "Da un punto di vista più leggero, un attore ebreo di nome Leo Reuss è fuggito dalla Germania per giungere a Vienna, dove si è tinto i capelli e la barba ed è diventato uno specialista in ruoli 'ariani', che sono stati molto elogiati dai nazisti. Era ebreo, ha firmato un contratto con la MGM e se n'è andato negli Stati Uniti".

## Il Museo di Hitler
Se l'arte che doveva essere eliminata dalla collezione tedesca veniva venduta all'asta, quella tedesca particolarmente apprezzata da Hitler doveva essere combinata per creare un imponente museo d'arte nella città natale di Hitler, Linz, in Austria, per la sua collezione personale. Il museo che doveva essere terminato nel 1945 avrebbe dovuto allestire migliaia di mobili, dipinti, sculture e molte altre forme di artigianato. Il museo doveva essere conosciuto come "Führermuseum". Alla fine della primavera del 1940, collezionisti d'arte e i curatori dei musei si trovarono in una corsa contro il tempo per spostare migliaia di pezzi da collezione in clandestinità all'infuori dei territori che presto sarebbe potuti venire occupati dalla Germania, che presto avrebbe preso possesso dei manufatti artistici. Il 5 giugno di quell'anno si verificò un trasferimento particolarmente importante di migliaia di dipinti, includenti la Gioconda, che vennero nascosti nell'abbazia di Loc-Dieu, vicino a Martiel, durante il caos portato dall'invasione tedesca. I mercanti d'arte facevano del loro meglio per nascondere le opere d'arte nei migliori posti possibili; Paul Rosenberg riuscì a spostare oltre 150 grandi pezzi in una banca di Libourne, fra cui opere di Monet, Matisse, Picasso e van Gogh. Altri collezionisti fecero tutto il possibile per nascondere i loro tesori artistici francesi nei luoghi più sicuri; vennero riempite auto, o grandi casse dirette a Vichy, o verso sud attraverso la Francia e in Spagna per raggiungere il trasporto in barca. Il mercante d'arte Martin Fabiani trasferì via nave grandi quantità di disegni e dipinti che fece arrivare nelle Bermuda di dominio inglese, dove sarebbero rimaste al sicuro. Tuttavia, quando il carico giunse sulle isole atlantiche, le complicazioni sorsero riguardo alla difficoltà di dimostrare che tali opere appartenessero alla Francia. I consoli britannici erano cauti sulle esportazioni e ispezionarono attentamente le spedizioni dalla Francia, dopodiché i beni di Fabiani furono trasferiti in Canada, sotto la responsabilità del cancelliere del tribunale del Canada, dove sarebbero dovuti rimanere fino alla fine della guerra. Spedizioni simili giunsero a New York, tutte nel tentativo di proteggere i tesori artistici dalla confisca, dal furto e dalla distruzione.
Alla fine di giugno, Hitler controllava la maggior parte del continente europeo. Ogniqualvolta i nazisti imprigionavano gli individui, i loro beni venivano confiscati; se erano stati abbastanza fortunati da fuggire, gli averi che non portavano con sé divenivano proprietà della Germania. Alla fine di agosto, ai funzionari del Reich fu concesso il permesso di accedere a qualsiasi container di spedizione e di rimuovere tutti gli oggetti desiderabili all'interno. Oltre a saccheggiare beni che dovevano essere spediti dai territori occupati, Arthur Seyss-Inquart autorizzò la rimozione di tutti gli oggetti trovati nelle case durante l'invasione, dopo di che entrò in vigore una lunga e approfondita ricerca sui tesori europei.
Le opere d'arte divennero un'importante merce nell'economia tedesca: nessuno in Germania o nei paesi controllati dalle potenze dell'Asse fu autorizzato a investire al di fuori del nuovo territorio controllato dai tedeschi, che a sua volta creò un mercato autonomo. Con poche opzioni disponibili per gli investimenti, l'arte guadagnò grande importanza per chiunque avesse denaro, incluso lo stesso Führer, come una forma sicura di investimento, e funse persino nel commercio per la vita di altri. All'apice del commercio di manufatti artistici nel 1943, l'arte veniva venduta ai nazisti da Pieter de Boers, che era il capo dell'associazione olandese dei mercanti d'arte nonché il più grande venditore di beni artistici tedeschi nei Paesi Bassi, per garantire la libertà al suo impiegato ebreo. La domanda di opere d'arte cominciò ad aumentare drasticamente, costringendo i prezzi a salire, e favorendo soltanto il desiderio di scoprire tesori nascosti all'interno dei territori occupati.
Mentre proseguiva l'esplorazione dei nazisti all'interno della Francia occupata, venne creata, per ordine del Führer, una lista che includeva tutte le grandi opere d'arte in Francia, e l'Unità monetaria tedesca iniziò ad aprire unità bancarie private che contenevano innumerevoli proprietà dei collezionisti e possibili oggetti sulla lista. Il proprietario del caveau doveva essere presente. Un'indagine particolare su un caveau è stata quella di Pablo Picasso: per evitare la confisca delle sue opere d'arte da parte dei nazisti, l'artista imballò astutamente le sue opere in modo caotico in mezzo a quelle numerose di artisti della sua collezione, con il risultato che gli investigatori pensarono che niente nella collezione fosse significativo, e non presero nulla.
Quando le confische cominciarono ad accumularsi in grandi quantità, gli oggetti riempirono il Louvre e costrinsero i funzionari del Reich a utilizzare il Jeu de Paume, un piccolo museo, per avere ulteriore spazio e per avere una corretta visione di tutte le opere accumulate. Hitler ora poteva decidere a chi sarebbero spettate le opere fino a quel momento confiscate: nella prima scelta, il Führer avrebbe determinato quali sarebbero state le opere che avrebbero occupato la sua collezione, la seconda scelta quali manufatti artistici sarebbero entrate a far parte delle raccolte della Reichsmarschall; la terza tutto ciò che era utile per sostenere l'ideologia nazista mentre una quarta categoria avrebbe deciso quali opere sarebbero spettate ai musei tedeschi. Tutta questa arte doveva essere valutata e comprata, e il ricavato così ottenuto destinato agli orfani di guerra francesi.
Hitler ordinò anche la confisca delle opere d'arte francesi di proprietà dello stato e delle città. I funzionari del Reich decisero ciò che sarebbe rimasto in Francia e ciò che invece sarebbe stato inviato a Linz. Ulteriori ordini del Führer comprendevano anche il ritorno in Germania di opere d'arte saccheggiate in passato da Napoleone Bonaparte. A Napoleone viene attribuito infatti il primato indiscusso di aver confiscato la più grande quantità di arte nella storia.

### Furti d'arte durante il regime nazista

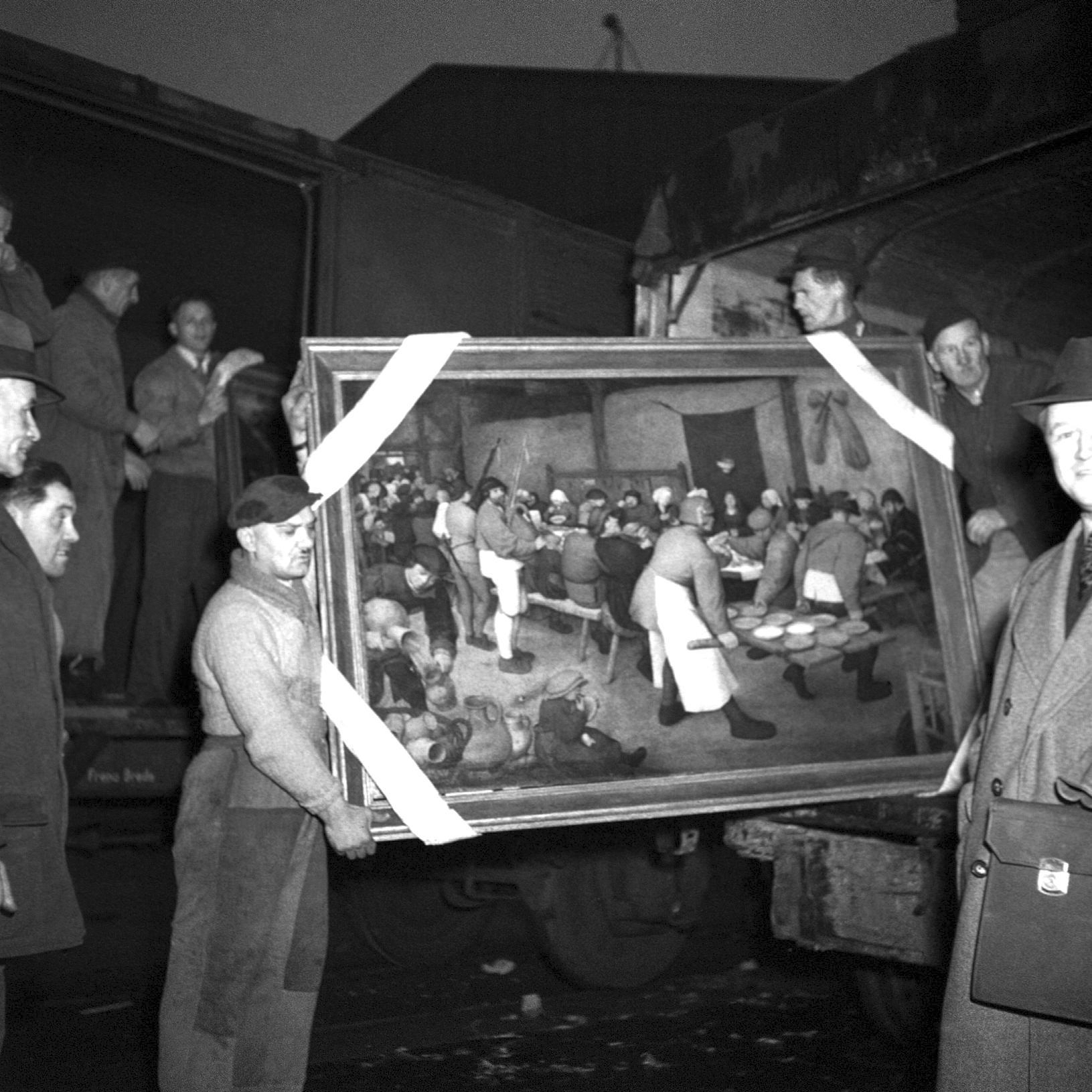
Il Banchetto nuziale (1568 ca.) di Pieter Bruegel viene riportato a Vienna dopo essere stato sequestrato dai nazisti.

Più tardi, in quanto dominatori dell'Europa, i tedeschi frugarono musei e collezioni private d'Europa per entrare in possesso di un'arte opportunamente "ariana" da acquisire e riempire così una nuova e grandiosa galleria a Linz, la città natale di Hitler. All'inizio, i nazisti entravano in possesso delle opere d'arte inscenando degli scambi di opere (a volte con capolavori impressionisti, considerati degenerati dai nazisti), ma in seguito le acquisizioni passarono attraverso "donazioni" forzate e alla fine giunsero a più semplici saccheggi.
La purga dell'arte in Germania e nei paesi da essa occupati era diffusa ovunque. Il furto nazista è considerato il più grande furto d'arte della storia moderna, compresi dipinti, mobili, sculture e qualsiasi altro manufatto considerata preziosa o al contrario dannosa alla purificazione della cultura tedesca da parte di Hitler. Durante la seconda guerra mondiale, il furto d'arte da parte delle forze tedesche fu devastante, e ancora oggi riemergono opere d'arte rubate allora scomparse e si combatte per la legittima proprietà di queste. Il Reich non si limitò a confiscare e ridistribuire innumerevoli capolavori dai territori occupati durante la guerra, ma mise all'asta una grande quantità di celebri opere d'arte provenienti da musei e gallerie d'arte. Al termine del conflitto mondiale, i comitati per la confisca rinossero oltre 15.000 opere d'arte dalle sole collezioni pubbliche tedesche.
Ci vollero quattro anni per "affinare" i criteri dell'arte nazista; alla fine ciò che veniva tollerato era ciò che piaceva a Hitler, e qualunque cosa fosse più utile al governo tedesco dal punto di vista della creazione di propaganda. Un'accurata caccia alle teste di artisti all'interno della Germania era in vigore dall'inizio della Seconda Guerra Mondiale, e includeva l'eliminazione di innumerevoli membri all'interno della comunità artistica. I direttori di musei che sostenevano l'arte moderna vennero attaccati; agli artisti che rifiutavano di conformarsi all'arte approvata dal Reich venne vietato praticare la loro attività. Per far rispettare il divieto di praticare l'arte, gli agenti della Gestapo facevano abitualmente visite inaspettate alle case e agli studi degli artisti. Le spazzole bagnate trovate durante le ispezioni o persino l'odore di trementina nell'aria erano una ragione sufficiente per l'arresto. In risposta alle restrizioni oppressive, molti artisti scelsero di fuggire dalla Germania.
Prima della guerra imminente i nazisti si limitarono a saccheggiare i tesori della nazione occupata ma, durante gli sforzi del Reich per liberare la Germania dall'arte corrotta, le autorità del partito nazista si accorsero di quali potevano essere le potenziali entrate che avrebbe potuto permettere la loro collezione d'arte tedesca considerata degenerata. Il Reich iniziò a collezionare e collezionare innumerevoli opere d'arte, ad esempio, "il 30 giugno 1939 un'enorme asta ebbe luogo nell'elegante Grand Hotel National nella località turistica svizzera di Lucerna". Tutti i dipinti e le sculture erano stati recentemente esposti nei musei di tutta la Germania. Questa collezione raccoglieva oltre 100 dipinti e sculture di numerosi artisti famosi, come Henri Matisse, Vincent van Gogh e Pablo Picasso; tutti erano considerati pezzi "degenerati" dalle autorità naziste e dovevano essere banditi dalla Germania. Un'asta di questa portata è stata vista come sospettosa dai potenziali acquirenti, che temevano che i profitti finissero per finanziare il partito nazista: "Il banditore era talmente preoccupato di questa percezione che aveva inviato lettere ai principali concessionari assicurando loro che tutti i profitti sarebbero stati usati per i musei tedeschi ". Nonostante questa dichiarazione, tutti i proventi dell'asta furono depositati in "conti controllati dalla Germania", e i musei "...come tutti avevano sospettato, non hanno ricevuto un centesimo".

## Forme di arte degenerata

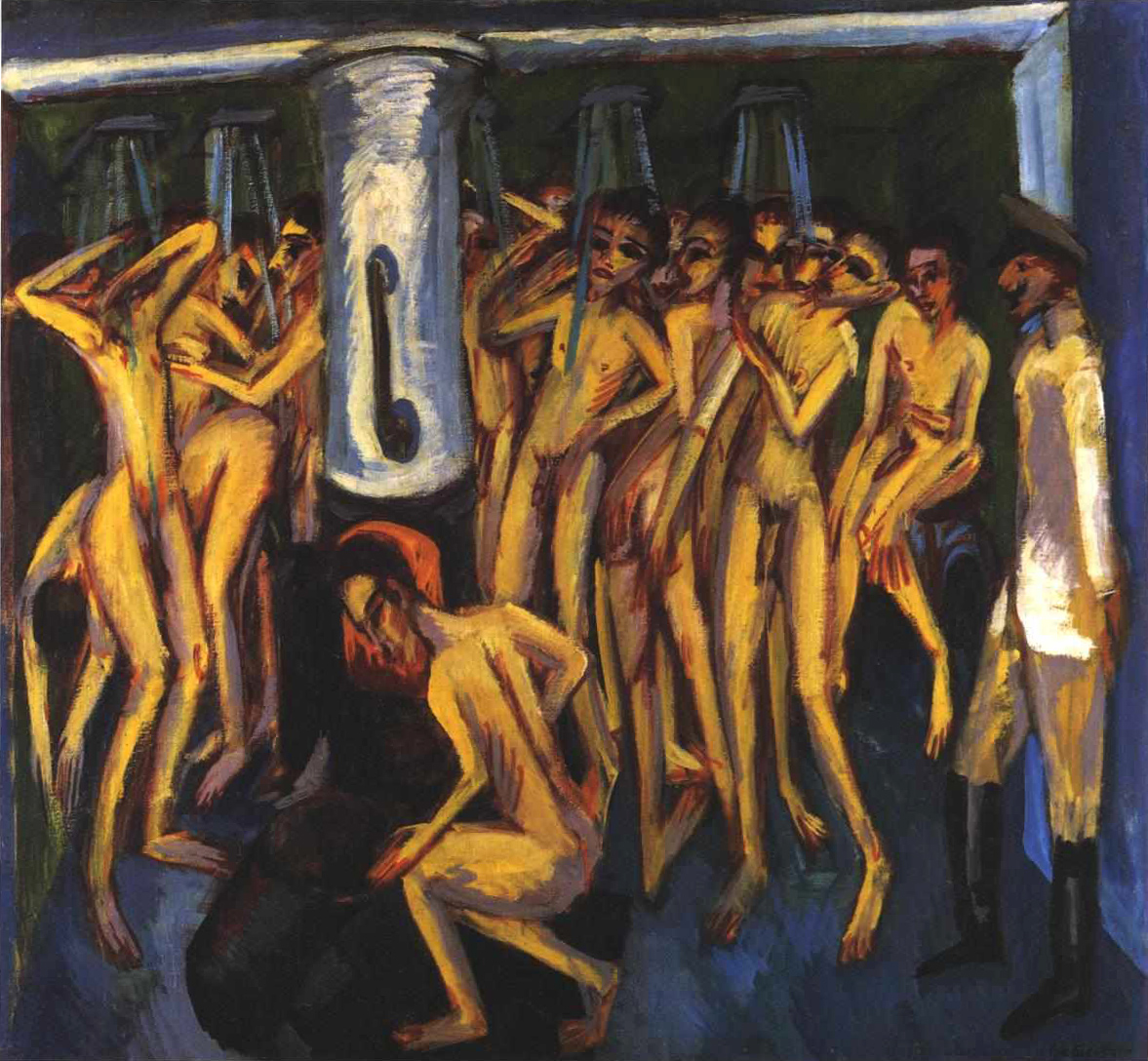
Das Soldatenbad (1915) di Ernst Ludwig Kirchner, esempio di "arte degenerata"

L'ascesa al potere di Hitler, il 31 gennaio 1933, venne presto seguita da azioni volte a ripulire la cultura della degenerazione: vennero bruciati libri, artisti e musicisti furono privati della loro posizione di insegnamento, agli artisti venne vietato usare qualsiasi colore non apparente in natura, il "normale occhio", e i curatori che avevano accolto l'arte moderna furono sostituiti dai membri del partito nazista. "Attraverso il Ministero della Propaganda o l'ERR, i nazisti hanno distrutto o messo in quarantena la cultura di tutte le nazioni che hanno invaso." "Un tribunale di purga a quattro uomini (il professor Ziegler, Schweitzer-Mjolnir, conte Baudissin e Wolf willrich) ha visitato gallerie e musei in tutto il Reich e ordinato la rimozione di dipinti, disegni e sculture che erano considerati "degenerati"." "L'ondata di questi quattro apocalittici norvegesi scavati nel tesoro artistico conservato in Germania è stata stimata in oltre 16.000 dipinti, disegni, incisioni e sculture: 1.000 pezzi di Nolde, 700 di Haeckel, 600 di entrambi Schmidt-Rottluff e Kirchner, 500 di Beckmann, 400 di Kokoschka, 300-400 ciascuno di Hofer, Pechstein, Barlach, Feininger e Otto Mueller, 200-300 ciascuno di Dix, Grosz e Corinth, 100 di Lehmbruck, così come un numero molto minore di pezzi di Cézanne, Picasso, Matisse, Gauguin, Van Gogh, Braque, Pissarro, Dufy, de de Chirico e Max Ernst." Nel 1939, 4000 di quelle opere sequestrate furono" bruciate nel cortile del quartier generale dei vigili del fuoco di Berlino".
Il termine entartung (o "degenerazione") guadagnò popolarità in Germania alla fine del XIX secolo, quando il critico e autore Max Nordau ideò la teoria presentata nel suo libro Degenerazione del 1892. Nordau attinse gli scritti del criminologo Cesare Lombroso, il cui L'uomo delinquente del 1876 tentò di dimostrare che c'erano "criminali nati" i cui tratti di personalità atavici potevano essere rilevati misurando scientificamente caratteristiche fisiche anormali. Nordau sviluppò da questa premessa una critica dell'arte moderna, spiegata come l'opera di coloro che sono così corrotti e indeboliti dalla vita moderna da aver perso l'autocontrollo necessario per produrre opere coerenti. Spiegando la pitturalità dell'impressionismo come il segno di una corteccia visiva malata, Nordau criticò la degenerazione moderna mentre elogiò la cultura tradizionale tedesca. Sebbene Nordau fosse ebreo (come Lombroso), la sua teoria sulla degenerazione dell'arte sarebbe stata utilizzata dai socialisti tedeschi, durante la Repubblica di Weimar, come punto di riferimento per la loro richiesta antisemita e razzista di purezza ariana nell'arte.
Secondo Raffael Scheck, la Germania perse "migliaia di intellettuali, artisti e accademici, inclusi molti luminari della cultura e della scienza di Weimar". Fischer afferma che "non appena Hitler prese il potere, molti intellettuali si precipitarono verso le uscite".

### Letteratura illegale
Secondo Pauley, "la letteratura fu il primo ramo delle arti a essere influenzato dai nazisti". "Già nell'aprile del 1933, i nazisti avevano compilato una lunga lista nera di autori di sinistra, democratici ed ebrei che includevano diversi famosi autori del diciannovesimo secolo." Nel 1933 vennero bruciati libri in grandi quantità in tutta la Germania. Duemilacinquecento scrittori, compresi i vincitori e gli scrittori dei premi Nobel, lasciarono il paese volontariamente o sotto costrizione e furono sostituiti da persone senza reputazione internazionale."
Nel giugno del 1933 venne fondata la Reichsstelle zur Forderung des deutschen Schrifttums ("Ufficio del Reich per la promozione della letteratura tedesca"). Jan-Pieter Barbian afferma: "Al livello dello stato, il Ministero del Reich dell'Istruzione e della Propaganda popolare e la Camera della Letteratura del Reich dovevano condividere la responsabilità per la politica letteraria con il nuovo Ministero della Scienza, dell'Istruzione e dell'Istruzione del Reich e l'Ufficio estero." "Il repertorio completo, che comprendeva anche la costante rimozione di ebrei e oppositori politici, è stato portato a compimento durante i dodici anni di dominio nazista: su scrittori ed editori, vendita all'ingrosso di libri, vendita al dettaglio, porta a -porta, librerie di libri per corrispondenza, biblioteche pubbliche e biblioteche di ricerca."
Tra il novembre del 1933 e il gennaio 1934 gli editori furono informati che "la fornitura e la distribuzione delle opere nominate non è auspicabile per ragioni nazionali e culturali e deve quindi cessare". Gli editori, che spesso subivano enormi perdite economiche quando i libri venivano vietati, ricevevano lettere in cui veniva affermato che le "autorità responsabili procederebbero contro ogni indiscrezione nel modo più rigoroso". Le aziende che avevano pubblicato principalmente "la finzione del naturalismo, dell'espressionismo, del dadaismo e della nuova oggettività, la letteratura moderna tradotta e la saggistica critica ... hanno subito enormi perdite economiche". Alcuni degli editori più colpiti furono Deutsche Verlags-Anstalt, S. Fischer Verlag, Gustav Kiepenheuer Verlags-AG, Rowohlt, Ullstein Verlags-AG e Kurt Wolff Verlags. Nel 1935, lo stesso anno in cui "Goebbels assunse il controllo totale sulla censura", la Reichsschrifttumskammer bandì il lavoro di 524 autori. "L'ufficio per la supervisione dell'istruzione e dell'educazione ideologica del NSDAP ... divenne un altro cane da guardia dello stato, spiando scrittori, sviluppando liste nere, incoraggiando i roghi dei libri e svuotando musei di opere d'arte" non tedesche ". Le punizioni variavano, alcune persone venivano censurate o le loro opere ridicolizzate pubblicamente, mentre altre venivano internate nei campi di concentramento.
"Durante la seconda guerra mondiale, 1939-1945, i nazisti hanno applicato indici identici di letteratura proibita in tutti i paesi occupati e nei paesi alleati della Germania: Danimarca, Norvegia, Francia, Lussemburgo, Belgio, Paesi Bassi, Lituania, Lettonia, Estonia , Bielorussia, Polonia, Jugoslavia, Grecia e, naturalmente, Germania."

### Roghi dei libri

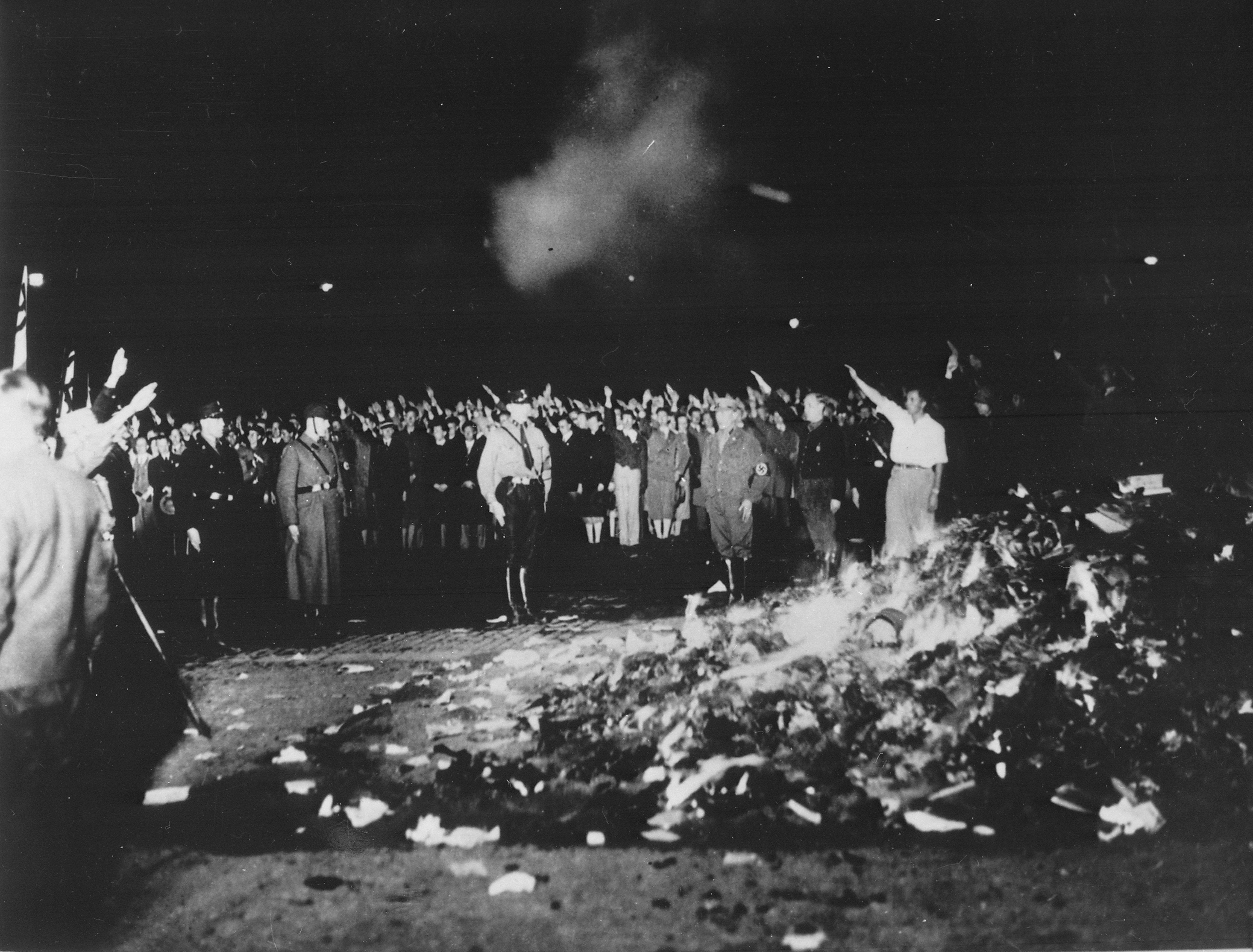
Un rogo dei libri a Opernplatz, Berlino (1933)

Descritta come un'azione di pulizia o sauberung, i roghi dei libri, anche conosciuti come bücherverbrennung in Germania, e talvolta denominati "bibliocausto", iniziarono il 10 maggio 1933, quando l'Associazione degli studenti tedeschi confiscò circa 25.000 libri dal Institut für Sexualwissenschaft ("Istituto per la ricerca sessuale") e diverse biblioteche ebraiche derubate, che furono bruciate a Opernplatz. Come una miccia accesa, il falò ha scatenato l'incenerimento di libri in altre città in tutta la Germania, tra cui Francoforte e Monaco, dove i roghi erano parte di un programma orchestrato, tra cui musica e discorsi. "Gruppi di polizia politica come la SA, SS e la Gestapo hanno scatenato una campagna di intimidazioni che spesso intimoriva le persone all'idea di bruciare i loro libri".
La scrittrice cieca Helen Keller pubblicò una lettera aperta agli studenti tedeschi: "Potete bruciare i miei libri e i libri delle migliori menti in Europa, ma le idee contenute in questi libri sono passate attraverso milioni di canali e continueranno".

### Mostra d'arte degenerata
Le opere moderne furono sequestrate dai musei tedeschi. Inizialmente furono depredati oltre 5.000 lavori, tra cui 1.052 di Nolde, 759 di Heckel, 639 di Ernst Ludwig Kirchner e 508 di Max Beckmann, oltre a un numero minore di opere di artisti quali Alexander Archipenko, Marc Chagall, James Ensor, Henri Matisse, Jean Metzinger, Pablo Picasso e Vincent van Gogh. Tali opere furono usate per una mostra diffamatoria, Entartete Kunst ("Arte degenerata"), con oltre 650 dipinti, sculture, stampe e libri provenienti dalle collezioni di trentadue musei tedeschi, che vennero presentate a Monaco il 19 luglio 1937 e che è rimasto in mostra fino al 30 novembre prima di viaggiare in altre undici città in Germania e Austria. In questa mostra, le opere sono state presentate deliberatamente in modo disordinato e accompagnate da etichette derisorie. "Per 'proteggerli'", i bambini non potevano entrare.
In concomitanza con la mostra Entartete Kunst la Große Deutsche Kunstausstellung ("Grande mostra d'arte tedesca") fu presentata in anteprima assieme a un grande numero di eventi. Questa mostra, allestita presso la sontuosa Haus der deutschen Kunst ("Casa dell'arte tedesca"), esponeva il lavoro di artisti ufficialmente riconosciuti come Arno Breker e Adolf Wissel. Alla fine dei quattro mesi Entartete Kunst aveva attirato oltre due milioni di visitatori, quasi tre volte e mezzo il numero che visitava la vicina Grosse deutsche Kunstausstellung.
La Mostra dell'arte degenerata comprendeva opere di alcuni dei grandi nomi internazionali fra cui Paul Klee, Oskar Kokoschka, Wassily Kandinsky e famosi artisti tedeschi dell'epoca come Max Beckmann, Emil Nolde e Georg Grosz. Il manuale della mostra spiegava che l'obiettivo dello spettacolo era "rivelare gli obiettivi filosofici, politici, razziali e morali e le intenzioni dietro questo movimento, e le forze trainanti della corruzione che li seguono". Le opere incluse erano "astratte o espressioniste, e in certi casi di un artista ebreo", dice Jonathan Petropoulos, professore di storia europea al Claremont McKenna College e autore di numerosi libri sull'arte e la politica nel Terzo Reich. Hitler era stato un artista prima di essere un politico, ma i dipinti realistici di edifici e i paesaggi che preferiva erano stati liquidati dall'establishment artistico a favore di stili astratti e moderni. Quindi la Mostra sull'arte degenerata era il suo momento per ottenere la sua vendetta. Ne aveva fatto un discorso quell'estate, dicendo che "le opere d'arte che non possono essere comprese da sole ma hanno bisogno di qualche pretenzioso libretto di istruzioni per giustificare la loro esistenza non troveranno mai più la loro strada per il popolo tedesco". I nazisti sostenevano che l'arte degenerata fosse il prodotto di ebrei e bolscevichi, sebbene solo sei 112 degli artisti esposti fossero in realtà ebrei. L'arte era divisa in diverse stanze per categoria: quella blasfema, quella di artisti ebrei o comunisti, quella che criticava i soldati tedeschi, e quella che offendeva l'onore delle donne tedesche. Una stanza conteneva dipinti completamente astratti ed era etichettata come "la stanza della pazzia". L'idea della mostra non era solo quella di imitare l'arte moderna, ma di incoraggiare gli spettatori a vederla come un sintomo di una trama malvagia contro il popolo tedesco. I curatori fecero di tutto per trasmettere il messaggio, assumendo attori per socializzare con i visitatori e criticare la mostra. La mostra d'arte degenerata a Monaco di Baviera attirò più di un milione di visitatori, tre volte di più di quelli che avevano visto la grande mostra d'arte tedesca autorizzata.